# 여자 007 모디스티
여자 007 모디스티(Modesty Blaise)는 영국에서 제작된 조셉 로지 감독의 1966년 코미디 영화이다. 모니카 비티 등이 주연으로 출연하였고 조셉 자니 등이 제작에 참여하였다.

## 출연

### 주연
- 모니카 비티
- 테렌스 스탬프

### 조연
- 더크 보가드
- 해리 앤드류즈
- 마이클 크레그
- 클리브 레빌
- 알렉산더 녹스
- 로셀라 폴크
- 쉴라 가벨
- 마이클 초우
- 사로 어지
- 티나 오몽
- 올리버 맥그리비
- 로베르토 비사코
- 존 칼슨
- 존 스테이시
- 조지 피셔
- 잭 램버트

## 제작진
- 협력프로듀서: 마이클 버켓
- 협력프로듀서: 노먼 프리건
- 미술: 리처드 맥도널드
- 의상: 베아트리스 도슨